# Confessio Heptapolitana
Confessio Heptapolitana (též Confessio Monatana) bylo luterské vyznání víry sedmi středoslovenských horních měst (Banská Belá, Banská Bystrica, Banská Štiavnica, Kremnica, Ľubietová, Nová Baňa, Pukanec), které roku 1559 vypracoval podle vzoru tzv. Confessio Pentapolitana Ulrich Cubicularius-Kammerknecht.